# George Handy Wailes
George Handy Wailes (* 22. August 1866 in Salisbury, Wicomico County, Maryland, Vereinigte Staaten; † 12. Juli 1967 ebenda) war ein US-amerikanischer presbyterianischer Theologe.

## Leben

### Familie und Ausbildung
George Handy Wailes, Sohn des Ebenezer Leonard Wailes (1835–1896) und der Annie Todd Wailes (1842–1916), wandte sich nach seinem Pflichtschulabschluss dem Studium der Theologie an der Princeton University zu, 1894 erlangte er einen Bachelor of Arts (magna cum laude), 1896 erwarb er den akademischen Grad eines Master of Arts, 1897 graduierte er am Princeton Theological Seminary. Im Jahre 1913 wurde er am Ursinus College in Collegeville im US-Bundesstaat Pennsylvania zum Doctor of Divinity promoviert.
George Handy Wailes heiratete am 8. Oktober 1902 Lucretia Mott Franklin (1871–1918). Er verstarb am 12. August 1967 fünf Wochen vor Vollendung seines 101. Lebensjahres. Seine letzte Ruhestätte fand er neben seiner Frau auf dem Parsons Cemetery in Salisbury.

### Beruflicher Werdegang
George Handy Wailes wurde im Jahre 1897 für den seelsorgerischen Dienst in der Presbyterian Church in the United States of America ordiniert. Im gleichen Jahr wurde Wailes die Pastorenstelle an der Scots Church in Philadelphia übertragen, von der er 1908 zurücktrat. Im Anschluss wurde er zum Professor of English Bible and Greek Language an das Ursinus College berufen. 1919 wechselte er als Professor of Exegetical Theology an das Reformed Episcopal Theological Seminary nach Blue Bell im US-Bundesstaat Pennsylvania. 1926 folgte er einem Ruf als Professor of Biblical Languages and English Bible an die Temple University nach Philadelphia, 1949 wurde er emeritiert. Zusätzlich wirkte George Handy Wailes in den Jahren 1928 bis 1937 als Visiting Professor of Hebrew am Princeton Theological Seminary.
Der als Mitglied in die akademische Ehrengesellschaft Phi Beta Kappa aufgenommene Wailes zählte zu den führenden presbyterianischen Theologen und Bibelwissenschaftlern der Vereinigten Staaten in der ersten Hälfte des 20. Jahrhunderts.

## Publikation
- zusammen mit G. Hall Todd: Charge to Rev. G. Hall Todd : Arch Street Presbyterian church, March 16, 1944 .... 1944